# Farmecul discret al burgheziei
Farmecul discret al burgheziei este un film suprarealist din 1972 regizat de Luis Buñuel. Filmul a fost realizat în Franța în limba franceză, dar unele dialoguri sunt în limba spaniolă.

## Acțiune
Un grup compus din șase persoane aparținând „lumii bune” a burgheziei – două cupluri  franceze înstărite, o tânără doamnă și un diplomat corupt din Miranda, țară fictivă din America Latină – plănuiesc o masă exclusivistă. Realizarea planului este amânată  mereu, din cauza incidentelor care se ivesc. Ba vin oaspeții în ziua greșită, ba  gazdele sunt implicate într-o partidă de sex, așa încât musafirii pleacă nedumeriți după 20 de minute de așteptare etc. Acțiunea principală se pierde în numeroase acțiuni secundare, în care apar clerici, gardieni de închisoare, comisari de poliție, teroriști, gangsteri și soldați melancolici.

## Distribuție
- Fernando Rey – Rafael Acosta, ambasadorul Republicii Miranda
- Paul Frankeur – François Thévenot
- Delphine Seyrig – Simone Thévenot
- Bulle Ogier – Florence Thévenot
- Jean-Pierre Cassel – Henri Sénéchal
- Stéphane Audran – Alice Sénéchal
- Julien Bertheau – episcopul Dufour
- François Maistre – comisarul
- Claude Piéplu – colonelul
- Michel Piccoli – ministrul de interne
- Georges Douking – grădinarul
- Robert Le Béal – croitorul
- Bernard Musson – servitorul

## Premii
- Premiul Oscar pentru cel mai bun film străin (1972)
- Premiul Méliès (1972)

## Legături externe
- Farmecul discret al burgheziei la Internet Movie Database